# Catasetum kleberianum
Catasetum kleberianum är en orkidéart som beskrevs av Pedro Ivo Soares Braga. Catasetum kleberianum ingår i släktet Catasetum och familjen orkidéer. Inga underarter finns listade i Catalogue of Life.